# Kleon Rangavis

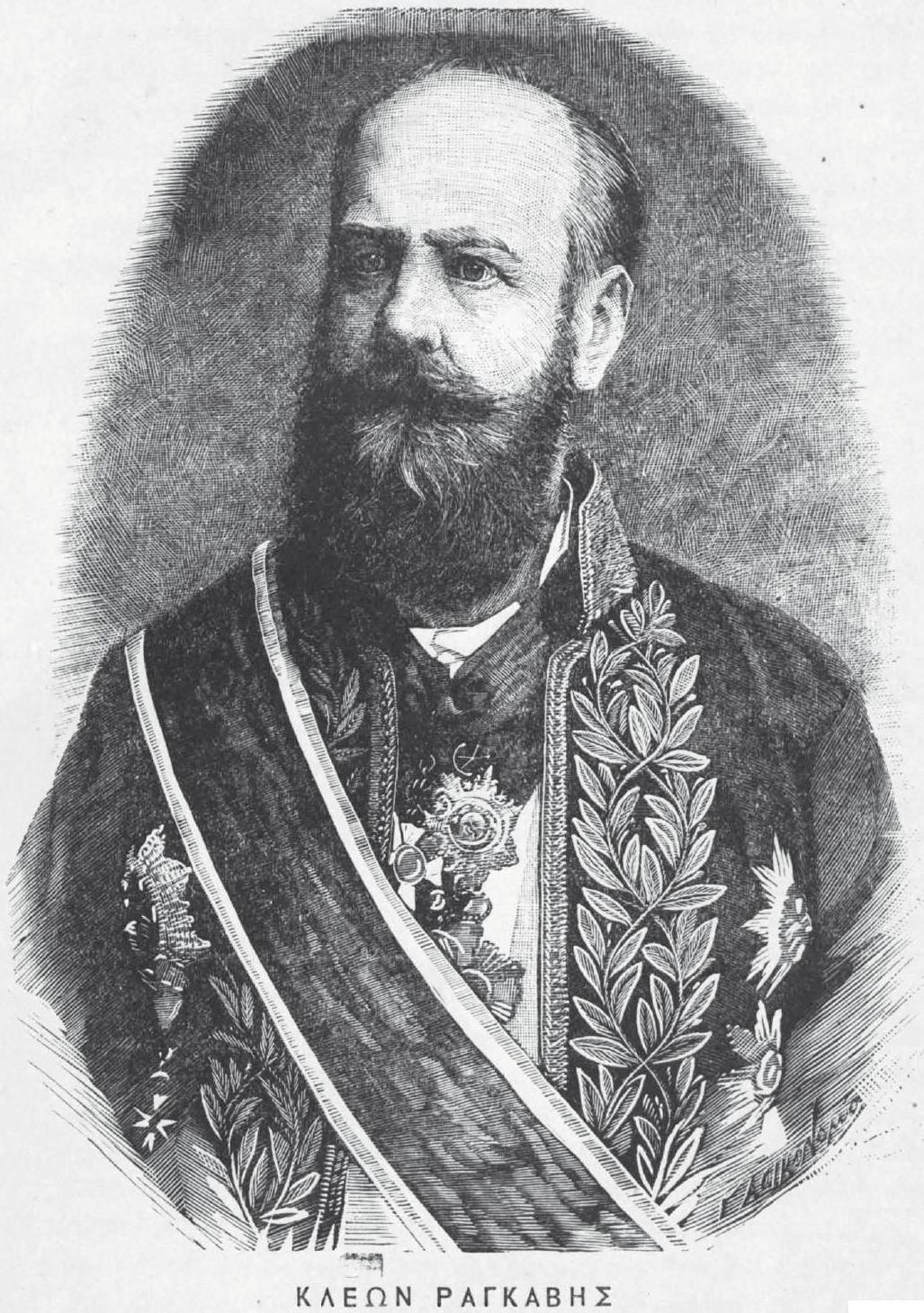
Kleon Rangavis

Kleon Rizos Rankavis (griechisch Κλέων Ῥίζος Ῥαγκαβής, * 10. Oktober 1842 in Athen; † 20. Januar 1917 in Nizza) war ein griechischer Gelehrter, Dramatiker und Diplomat.

## Leben
Seine Eltern waren Alexandros Rhizos Rhankaves und Caroline Christine Skene, Tochter des schottischen Juristen James Skene of Rubislaw.
Er studierte Rechts- und Politikwissenschaft an der Universität Athen und dann in München und Heidelberg.
Nach dem Studium trat er in den auswärtigen Dienst ein. Zuerst war er als Gesandtschaftssekretär tätig: 1866 in Washington, D.C., von 1867 bis 1871 in Mexiko-Stadt, 1871 in St. Petersburg und Wien und von 1871 bis 1873 in Kopenhagen.
Von 1873 bis 1879 hatte er Exequatur als Generalkonsul in Bukarest und Sofia.
Von 1880 bis 1882 war er Gesandtschaftssekretär an der Griechischen Vertretung beim Khediven Ismail Pascha in Kairo, danach war er von 1883 bis 1890 Gesandter in Sofia, Sankt Petersburg und Kopenhagen. Von 1891 bis 1892 sowie von 1895 bis 1910 war er Gesandter in Berlin.
Er heiratete am 15. April 1871 Dorothea Freiin von Gerolt in New York, die Tochter des deutschen Gesandten in den USA Friedrich von Gerolt.
In seiner Zeit in Sofia engagiert er sich in der Oriental Federation als Ehrenvorsitzender, deren erklärtes Ziel eine Vereinigung (eine Föderation der Balkanländer) gegen die Fremdherrschaft auf dem Balkan war.

## Σκιαδικά
Während sein Vater für König Otto als Außenminister fungierte, studierte er in Athen. Dort kam es am 10. und 11. Mai 1859 zu den Σκιαδικά (Schatten). Diese waren eine szenische Demonstration für den Absatz in Griechenland produzierter Produkte auf dem Pedion tou Areos, einem Platz in Athen.
Die Obrigkeit antwortete auf Σκιαδικά mit Festnahmen. Obwohl ihm eine Rädelsführerschaft vorgeworfen wurde, entging Kleon Rankavis der Verhaftung. Das bei der Demonstration aufscheinende dramaturgische Talent wies aber auf ihn als Urheber hin: Die Händler der griechischen Produkte trugen Strohhüte aus Sifnos, während die Händler der Importwaren durch Zylinder kenntlich waren. Der studentische Ulk stellte zudem die Ordnungshüter in zerfetzte Vorhänge gekleidet dar.

## Werk
Ab 1850 beteiligte er sich am jährlichen Poesiewettbewerb, den Ambrose Zannis Ralli (1824–1895) gegründet hatte.
Er wird den Romantikern zugeordnet, zu seinen Werken gehören eine poetische Sammlung mit dem Titel "Άλγη" (Schmerzen) sowie die Theaterstücke "Ιουλιανός ο παραβάτης" (Julian der Vergewaltiger), "Οι Ίσαυροι" (Die Isaurier), "Ηράκλειος" (Herakleios), "Η Δούκισσα των Αθηνών" (Die Herzogin von Athen).
Die Tragödie "Ιουλιανός ο παραβάτης" (Julian der Vergewaltiger) hatte er 1862 geschrieben und sandte sie 1865 in einen Dichterwettbewerb (Voutsinaios Literary Contest) ein. 1877 wurden die von ihm im Werk vertretende Positionen von der Heiligen Synode als antichristliche klassiziert und seine Entlassung aus dem diplomatischen Dienst im Parlament beantragt. Er war zu dieser Zeit in Bukarest beschäftigt. Schließlich wurde das Manuskript beschlagnahmt.
Er war ein Befürworter des archaischen Katharevousa und versuchte ohne Erfolg, die Phaniariot-Literatur fortzusetzen. Mit Kleon Rangavis endete der Dichterkreis der ersten Athenischen Schule (1830–1880).

### Poesie
- "Άλγη" (Schmerzen). Leipzig (1893)

### Drama
- Ιουλιανός ο παραβάτης (Julian der Vergewaltiger), 1862.[5]
- Θεοδώρα (Theodora), dramatisches Gedicht in fünf Akten. Leipzig, typ. Durugulin, 1884.
- Το πυρ υπό την αιθάλην (Das Feuer unter dem Ruß), Komödie in zwei Akten. Leipzig, Standard. Drougulin, 1885.
- Οι Ίσαυροι (Die Isaurier). 1885.
- Ηράκλειος (Herakleios), Drama in fünf Akten, 1885.
- Η Δούκισσα των Αθηνών (Die Herzogin von Athen) 1905.

### Ausgezeichnete Werke
- Χαράλδος ο Ηγεμών των Βαγιάρων (Harald, Fürst der Waräger), im Wettbewerb des Heims
- Η δούκισσα των Αθηνών (Die Herzogin von Athen) beim Drama-Wettbewerb der 4. Olympiade

### Übersetzung
- 1906 veröffentlichte er in Athen Istoria tis germanikis logochechnias Ιστορία της γερμανικής λογοτεχνίας, die griechische Übersetzung einer Vorlesung über die Geschichte der deutschen Nationalliteratur von August Vilmar.[6]

### Nachlass
Sein Nachlass liegt seit 1972 in der American School of Classical Studies at Athens.